# Bryneich
Bryneich is de naam van een Brits Keltisch koninkrijk in het noordoosten van Engeland. Het wordt onder andere genoemd in de teksten van Nennius. Het ontstond uit de zuidelijke gebieden van het land van de Votadini.
In de 6e eeuw drongen de Angelen het gebied binnen en stichtten hier het koninkrijk Bernicia.